# PWZ Zuidenveld Tour
Die PWZ Zuidenveld Tour (bis 2015: Zuid Oost Drenthe Classic, 2016 und 2017 ZODC Zuidenveld Tour) ist ein niederländisches Straßenradrennen. Das Eintagesrennen wird in der Provinz Drenthe veranstaltet.
Erstmals ausgetragen wurde das Radrennen im Jahr 1992. Seit 2013 gehört das Rennen zur UCI Europe Tour und ist dort in die Kategorie 1.2 eingestuft.

## Sieger (ab 2013)
| Jahr | Sieger            | Zweiter                   | Dritter              |          |
| ---- | ----------------- | ------------------------- | -------------------- | -------- |
| 2013 | Jeff Vermeulen    | Niko Eeckhout             | Grischa Janorschke   |          |
| 2014 | Wim Stroetinga    | Phil Bauhaus              | Dylan Groenewegen    |          |
| 2015 | Jeff Vermeulen    | Wim Stroetinga            | Nicolai Brøchner     |          |
| 2016 | Elmar Reinders    | Taco van der Hoorn        | Yoeri Havik          |          |
| 2017 | Rick Ottema       | Joey van Rhee             | Stef Krul            |          |
| 2018 | Stef Krul         | Maarten van Trijp         | Aksel Nõmmela        |          |
| 2019 | Luuc Bugter       | Bas van der Kooij         | Yves Coolen          |          |
| 2020 | abgesagt          | abgesagt                  | abgesagt             | abgesagt |
| 2021 | Elmar Reinders    | Daan van Sintmaartensdijk | Richard Habermann    |          |
| 2022 | Coen Vermeltfoort | Tomáš Kopecký             | Marcus Sander Hansen |          |